# Joachim de Giacomi
Joachim de Giacomi (* 17. Februar 1858 in Chiavenna; † 14. November 1921 in Bern) war ein Schweizer Arzt und Mäzen. 

## Leben
De Giacomi promovierte 1886 an der Universität Bern mit einer Arbeit zur Erforschung atmosphärischer Mikroorganismen. An derselben Universität wurde er Privatdozent für Innere Medizin. Er vergab der Schweizerischen Naturforschenden Gesellschaft (heute Akademie der Naturwissenschaften Schweiz) 200'000 Franken. 1921 wurde die Stiftung Dr. Joachim de Giacomi gegründet, deren Präsident heute Jean-Michel Gobat ist. Auf Wunsch des Stifters sollten die Erträge des Legats verwendet werden für die Unterstützung von Forschungsarbeiten oder Publikationen von ehrenamtlich tätigen Mitgliedern der kantonalen und regionalen naturforschenden Gesellschaften sowie der Fachgesellschaften, die nicht von staatlich finanzierten Institutionen getragen werden.

## Schriften
- Beitrag zur quantitativen Untersuchung der Luft auf Mikroorganismen. Jent & Reinert, Bern 1886 (14 Seiten).